# Channel Orange
A Channel Orange (stilizálva channel ORANGE) az amerikai R&B-énekes Frank Ocean debütáló albuma, amely 2012. július 10-én jelent meg a Def Jam Recordings lemezkiadón keresztül.
Miután kiadta 2011-es Nostalgia, Ultra mixtape-jét, Ocean elkezdett Malay producerrel dalokat írni. A mixtape-pel ellentétben már nem hangmintákra támaszkodott, máshogy akarta megközelíteni a dalszerzést a Channel Orange-en. Az albumon ezek mellett dolgozott még Om'Mas Keith és Pharrell Williams. Közreműködött rajta Earl Sweatshirt, Tyler, the Creator, André 3000 és John Mayer.
A Channel Orange stílusát tekintve szokatlan, felhasznál elemeket az elektro-funk, pop-soul, jazz-funk és pszichedelikus zenei stílusokból és nem zenei hangokat is, mint dialógusok. Dalszövegeiben beszél szerelemről, drogokról, szürrealista képeken keresztül. A címet a graféma-szinesztézia neurológia mentális jelenség után nevezte el, amelynek köszönhetően azt a nyarat, amikor először szerelmes lett, narancssárgának látta.
Hogy megakadályozza a Channel Orange kiszivárgását az internetre, Ocean és a Def Jam egy héttel a hivatalos megjelenés előtt kiadta digitálisan a lemezt. Öt kislemez jelent meg róla, a Thinkin Bout You 32. helyig jutott a Billboard Hot 100-on. Az album második helyen debütált a Billboard 200-on és 131 ezer példány kelt el belőle a megjelenést követő első héten. Zenekritikusok szerint 2012 legjobb albuma volt. A 2013-as Grammy-gálán jelölték az Év albuma kategóriában és elnyerte a Legjobb kortárs urban album díjat. Több listán is szerepelt, amelyek minden idők és a 2010-es évek legjobb albumait sorolták fel.

## Háttér
Frusztrálva, hogy a Def Jam Recordings nem segíti karrierjét, Frank Ocean 2011 februárjában kiadta Nostalgia, Ultra mixtape-jét ingyenesen. Az albumon az R&B-ben szokatlan elemekkel tűzdelt dalok szerepeltek, és ugyan nem népszerűsítették a megszokott módon, kritikusok és rajongók egyaránt méltatták. Ocean és a Def Jam végül megjavították kapcsolatukat és bár a Nostalgia, Ultra soha nem jelent meg a kiadónál, a Def Jam kiadta két dalát kislemezként, többek között a Novacane-t. Ezt követően megegyeztek egy 2012-ben megjelenő albumban.

## Dalszerzés
Ocean 2011 februárjában kezdett el dalokat írni a Channel Orange albumra, Malay amerikai dalszerző és producerrel, akivel zenei karrierje kezdete óta barátok és együtt szereztek több dalt is. Először Atlantában találkoztak és ugyanannál a kiadónál dolgoztak, majd mikor Malay Los Angelesbe költözött, újra találkoztak. Ocean mutatta be Malayt az Odd Future-nek, amelynek következtében jött létre a Channel Orange közreműködésük. Az albumot két hét alatt írták meg.
Ugyan Ocean művészi szabadságot kapott mindkét projektre, úgy érezte, hogy dalszerzőként magabiztosabb a Channel Orange lemezen, és dalszövegeit laptopján írta, nem úgy, mint a Nostalgia, Ultrán, amelyet a fejében szerzett. Dalszövegeiben személyes tapasztalatairól és kitalált narratívákról ír. A Crack Rock című dalt az Anonim Narkotikusok és az Anonim Alkoholisták gyűlésein hallott történetek alapján írta. A The Guardiannel készített interjújában elmondta, hogy nem volt magabiztos ebben a sötét oldalban, de „ezek voltak a színek, amelyekkel dolgoznom kellett azon napokon. Mármint a tapasztalat egy érdekes szó. Én csak tanúskodok.”

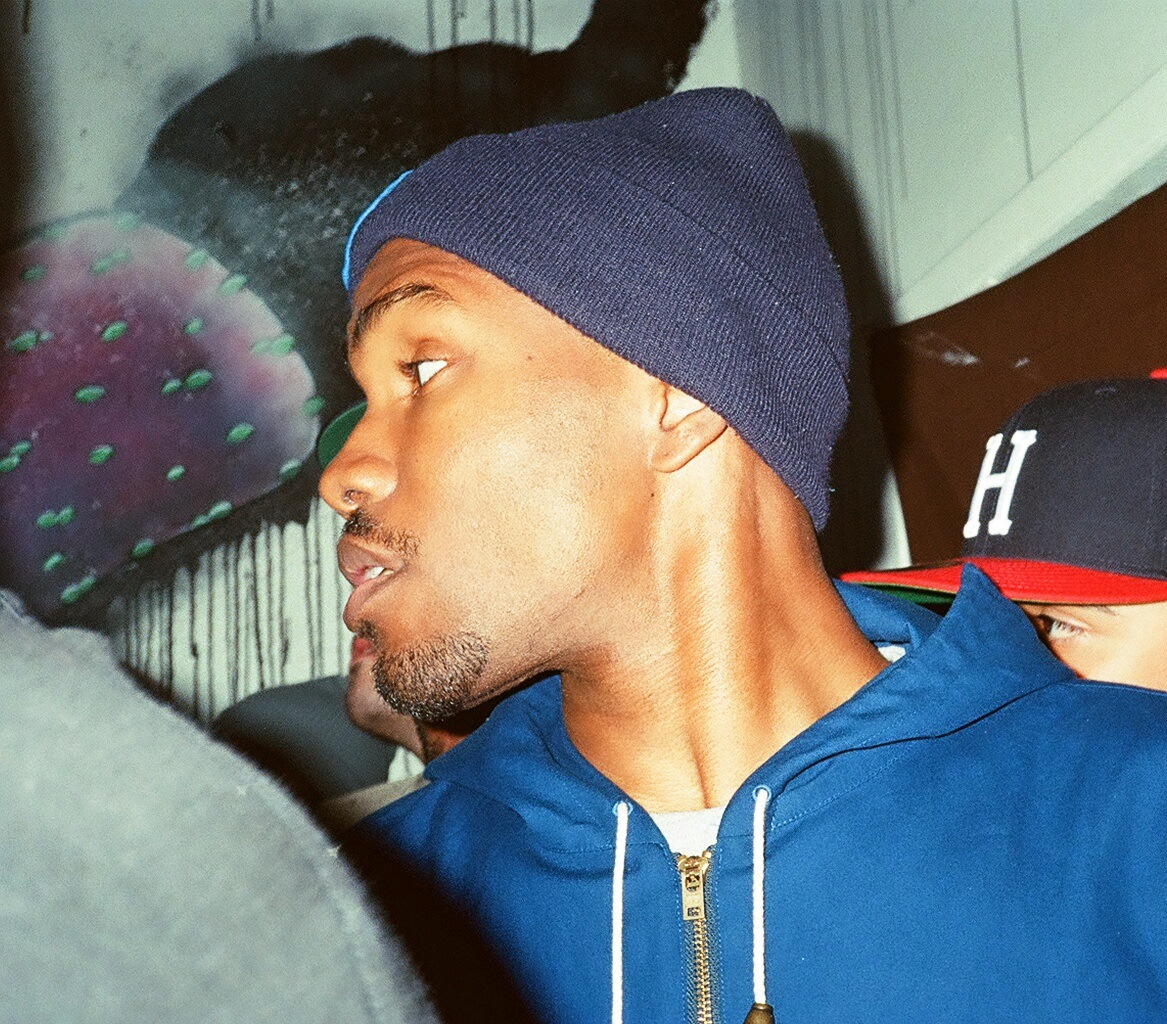
Frank Ocean 2011-ben.

2012 júniusában zenei újságírók megkérdőjelezték több dalnak szövegét és Ocean szexualitását. A dalszövegben egy férfiről írt, mint szerelem és eltávolodott korábbi, heteroszexuális dalszövegeitől. Július 4-én kiadott egy TextEdit fájlt nyílt levélként Tumblrön, amelyet eredetileg 2011 decemberében írt. A levélben írt érzéseiről egy férfi felé, amelyet 19 éves korában érzett, első szerelmeként. Oceant támogatta a Def Jam és több előadó is. Sok kritikus ezt ahhoz és annak kulturális hatásához hasonlította, mint mikor David Bowie 1972-ben bejelentette, hogy biszexuális. Alexis Petridis az R&B Ziggy Stardust pillanatának nevezte. „Azért írtam, hogy elfoglalt és épelméjű maradjak. Olyan világokat akartam létrehozni, amelyek rózsásabbak, mint az enyém” mondta.
Malay azt mondta egy interjúban, hogy Ocean „egy új hibridje annak, ami a 80-as és 90-es évek MC-je volt... egy igazi történetmesélő” és azt mondta a dalszövegekről, hogy „Szerintem senki, a folyamat során nem tudta, hogy mi történik... Mikor énekel, mondjuk egy női perspektívából vagy bármi, egy történet, egy világ, amit ő hozott létre.  Nem mindenképp személyes—valami, amit ő tapasztalt. Vagy lehet az és egy metafora, ahogy csinálta.” Két-három hónap alatt fejezték be a Channel Orange írását.

## Felvételek
Mikor elkészültek a dalok megírásával, Ocean sorba rendezte őket, amely végül az album számlistája lett és így kezdte el felvenni őket. Az album nagy részét az EastWest Studiosban vette fel Hollywoodban, nem messze akkori otthonától. Ezek mellett felvett még a hollywoodi Record Plant, a Los Angeles-i Westlake és a Studio for the Talented and Gifted stúdiókban, illetve a Beverly Hills-i San Ysidro és a New York-i Manhattan Sound Recording stúdióban. Eredetileg csak egy villát tervezett kivenni és ott felvenni a dalokat, de végül csak a Lost, a Pyramid és az Analog 2 munkálatait végezték itt.
Ocean hónapokig vette fel vokáljait, amíg el nem tudta érni a legmagasabb minőséget. Ezt követően csatlakozott hozzá újra Malay a produceri munkálatokhoz. Az album túlnyomó részének Ocean volt a producere, Malay asszisztensként dolgozott, illetve játszott gitáron, basszusgitárzusgitáron, billentyűkön és rézfúvós hangszereken. Inspirációként olyan előadókat hallgattak, mint Stevie Wonder, Marvin Gaye, Sly and the Family Stone, Pink Floyd és Jimi Hendrix. Posztereket helyeztek el stúdióban a Pink Floydról és Bruce Leeről, amely mellett régi filmeket is néztek a munkálatok során.
A produceri munkát tekintve Ocean eltávozott Nostalgia, Ultra lemezétől, sokkal inkább koncentrált hangszerekre. Élő dobokat adtak a Crack Rock, a Monks és a Sweet Life dalokhoz, amelyek eredetileg digitális számok voltak. A Thinkin Bout Yout, amelyet Ocean eredetileg Bridget Kellynek írt, júliusban posztolta ki Tumblr fiókjára. Az Ocean és Malay által elkészített végső mixhez hozzáadtak vonós hangszereket.
A Nostalgia, Ultra megjelenését követően Ocean szakértelméért több előadó is érdeklődni kezdett, amelynek következtében több közreműködés is létrejött a Channel Orange-en. Közreműködő előadóinak egy részét „kreatív hős”-einek hívta, mint Pharrell Williams, aki a Sweet Life egyik szerzője és producere volt. Ocean és Malay megmutattak dalokat John Mayernek, aki inspirálta a gitárokat a Pyramids és a White dalokon. Az utóbbi dalon az Odd Future 2012-es The OF Tape Vol. 2 azonos című dalát dolgozták fel.
Ocean kapcsolatba lépett az Outkast hiphop duóval, hogy szerepeljenek a Pink Matter dalon. André 3000 viszont nem akart egy másik előadó albumán újraegyesülni Big Boi-jal, ezért egyedül gitározott a dalon és rappelt. André 3000 a következőt mondta a folyamatról: „Mikor megkaptam a számot, csak elkezdtem írni és csak boldog voltam, hogy részese lehetek ennek a mozgalomnak és a mozgalmának, mert egy más fajta ikon lett a mai világban.”
Ocean és Malay az utómunkálatokat a Studio for the Talented and Gifted stúdióban folytatták, Spike Stent segítségével. Vlado Meller végezte a masterelését a lemeznek New Yorkban. Malay művészeti projektnek nevezte a munkát.

## Zenei stílus
Zenei újságírók szerint a Channel Orange-nek egy szokatlan zenei stílusa van, amelyet befolyásolt a pszichedelikus zene, a pop-soul, a jazz-funk és az elektro-funk. A HipHopDX alternatív R&B albumként kategorizálta, míg Evan Rytlewski (The A.V. Club) neo soul felvételnek nevezte és Hank Shteamer (Time Out New York) progresszív soulnak. Sobhi Youssef (Sputnikmusic) pedig kiemelte, hogy ugyan a produceri munka különböző zenei stílusokból szerez inspirációt, az R&B határain belül vannak felhasználva, anélkül, hogy egy kifejezett műfaj átvenné az irányítást a lemezen. Az albumon szereplő dalokat elektronikus billentyűk, néma ütőhangszerek, szintetizátorok, vibráló gitárok és elmosódott elektronikus effektek karakterizálják. Jody Rosen Stevie Wonder Innervisions, Marvin Gaye Here, My Dear és Prince Purple Rain albumához hasonlította. Chris Richards (The Washington Post) pedig kiemelte a hasonlóságokat Gay, Wonder, D'Angelo, Maxwell és Erykah Badu munkájához.
Kevésbé melodikus és refrén-orientált, mint a Nostalgia, Ultra, a Channel Orange artikuláltabb, finomabb melódiákkal, mid-tempo dobokkal van kiépítve. Robert Christgau kiemelte, hogy a hangmintákon való támaszkodás helyett „Ocean nem csinál magából műsort—visszafogja a király refrént, az okos tempót, a felsőbbrendű falzettet.” Ocean, aki bariton, kifejező vokállal énekel, váltakozva falzett és tenor hangszínek között.

## Cím és borító

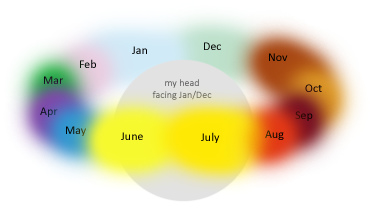
Az album címét Ocean a szinesztéziájának köszönhetően adta, amellyel a nyári hónapokat narancssárgának látta. A fenti képen a szinesztézia hónapok látszódnak és a hónapok lehetséges asszociációja.

Ocean az albumot a graféma-szinesztézia neurológia mentális jelenség után nevezte el, amelynek köszönhetően az ember számokhoz és betűkhöz színeket asszociál. Tapasztalatait Pharrell Williamsszel beszélte meg, akinek szintén voltak élményei szinesztéziával (hang), amelyre a N.E.R.D. Seeing Sounds albumának címében hivatkozott. A cím ezek mellett utal arra a nyárra, amikor Ocean először szerelmes lett és mindent narancssárgának látott. Ocean anyja a tökéletes nyári albumnak nevezte a lemezt.
Malay szerint Kanye West segítette Oceant az album készítésének utolsó fázisaiban, mentora volt és kapcsolatba hozta „vizuális embereivel.” Malay szerint Ocean semleges volt az egész folyamat gyorsaságához és ahhoz, hogy neve egyre nagyobb és nagyobb lett. Hogy elkerülje azt, hogy ő legyen a középpontja az albumnak, nem helyezte el nevét a borítón és berni pásztorkutyája, Everest van feltüntetve az album executive producereként.
Az album borítóját Thomas Mastorakos, Aaron Martinez és Phil Toselli tervezte, Dave Eggar fényképésszel. A borítón narancssárga háttéren látható az album címe, a channel cooper black kisbetűkkel, míg az orange sans-serif nagybetűkkel stilizálva, a korábbi egy kamerafelvétel foltjaival színezve. A borítót 2012. június 23-án jelentették be. 2013 novemberében kilencedik helyen szerepelt a Complex Az elmúlt öt év 50 legjobb albumborítója listáján. Dale Eisinger azt írta róla, hogy „Ocean a könnyű utat választott a borítóval... Felhasználva a klasszikus Cooper Black betűtípust —az Odd Future és a hiphop történetének fontos típusa—a modernebb Sans-Serif mellett, ami megmutatja, hogy milyen okos ez a srác, visszatekint a múltba, de egyértelműen tisztában van környezetével.”

## Fogadtatás

### Kritikák
A Channel Orange-et méltatták zenekritikusok. A Metacritic, amely hivatásos zenekritikusok véleményét összevetve ad egy értékelést az albumnak, 92/100-re értékelte azt. Jason Dietz szerint a 2012-es év legjobb albuma volt a kritikákat tekintve és „az elmúlt egy évtized egyik legjobbja.” Az AnyDecentMusic? 8.9-es értékelést adott a lemeznek.
2012 júliusában Neil McCormick (The Daily Telegraph) azt mondta, hogy Ocean különböző zenei ideákat felhasználva feszegette az elektronikus hangok határát, amelyek jelenleg dominálják a zeneipart. Jesse Cataldo (Slant Magazine) szerint „egy mozaik munka... textúrázott, összetett és annyira érett, hogy Ocean szexualitásának bejelentése csak egy lábjegyzetnek tűnik.” Andy Kellman (AllMusic) pedig azt írta, hogy Ocean „leíró és finom történetmesélése egy következő szintre emelkedett,” mint a Nostalgia, Ultrán, míg Mike Powell (Spin) szerint az éneklési stílusa a „kivételes bölcsesség és nyugalom” jele. Fintan Walsh (State) azt írta, hogy Ocean „elérte a modern fiatalságot,” mint ahogy azt Brian Wilson Pet Sounds albuma tette 1966-ban, és a Channel Orange-et a hallgató és önmaga közötti társalgás mesteri, dinamikus és előidéző kollekciójának nevezte.

### Díjak és jelölések
| Év   | Díjátadó                     | Kategória                       | Jelölt/Munka     | Eredmény | For.   |
| ---- | ---------------------------- | ------------------------------- | ---------------- | -------- | ------ |
| 2012 | HipHopDX Awards              | Az év legjobb nem-hiphop albuma | Channel Orange   | Elnyerte | [ 44 ] |
| 2012 | Soul Train Music Awards      | Az év albuma                    | Channel Orange   | Elnyerte | [ 45 ] |
| 2013 | Billboard Music Awards       | Legjobb R&B-album               | Channel Orange   | Jelölve  | [ 46 ] |
| 2013 | Billboard Music Awards       | Legjobb R&B-dal                 | Thinkin Bout You | Jelölve  | [ 46 ] |
| 2013 | GLAAD Media Awards           | Kiemelkedő Zeneművész           | Channel Orange   | Elnyerte | [ 47 ] |
| 2013 | 55. Grammy-gála              | Az év albuma                    | Channel Orange   | Jelölve  | [ 48 ] |
| 2013 | 55. Grammy-gála              | Legjobb kortárs városi album    | Channel Orange   | Elnyerte | [ 48 ] |
| 2013 | 55. Grammy-gála              | Az év felvétele                 | Thinkin Bout You | Jelölve  | [ 48 ] |
| 2013 | MTV Video Music Awards Japan | Legjobb R&B videó               | Pyramids         | Jelölve  | [ 49 ] |
| 2013 | O Music Awards               | Too Much Ass for TV             | Pyramids         | Jelölve  | [ 50 ] |
| 2013 | UK Music Video Awards        | Legjobb Pop Videó – Nemzetközi  | Pyramids         | Jelölve  | [ 51 ] |

## Számlista
| 1.  | Start                                              | Christopher Breaux James Ho | Frank Ocean Malay        | 0:45 |
| 2.  | Thinkin Bout You                                   | Breaux Shea Taylor | Ocean Taylor             | 3:20 |
| 3.  | Fertilizer                                         | James Fauntleroy [ a ] Reginald Perry [ a ]                                                                                        | Ocean Malay              | 0:39 |
| 4.  | Sierra Leone                                       | Breaux Ho | Ocean Malay Om’Mas Keith | 2:28 |
| 5.  | Sweet Life                                         | Breaux Pharrell Williams | Ocean Williams           | 4:22 |
| 6.  | Not Just Money                                     | Rosie Watson | Jonathan Ikpeazu         | 0:59 |
| 7.  | Super Rich Kids (Earl Sweatshirt közreműködésével) | Breaux Ho Thebe Kgositsile Mark Morales [ a ] Nathaniel Robinson Jr. [ a ] Mark Rooney [ a ] Kirk Robinson [ a ] Roy Hammond [ a ] | Ocean Malay Keith        | 5:04 |
| 8.  | Pilot Jones                                        | Breaux Taylor | Ocean Malay Keith        | 3:04 |
| 9.  | Crack Rock                                         | Breaux Ho | Ocean Malay Keith        | 3:44 |
| 10. | Pyramids                                           | Breaux Ho | Ocean Malay Keith        | 9:52 |
| 11. | Lost                                               | Breaux Ho Micah Otano Edwin Paul Shelton II                                                                                        | Ocean Malay Keith        | 3:54 |
| 12. | White (John Mayer közreműködésével)                | Breaux Tyler Okonma | Ocean Tyler, the Creator | 1:16 |
| 13. | Monks                                              | Breaux Ho | Ocean Malay Keith        | 3:20 |
| 14. | Bad Religion                                       | Breaux Monte Neuble Charlie Gambetta Kevin Risto Waynne Nugent                                                                     | Ocean Malay Keith        | 2:55 |
| 15. | Pink Matter (André 3000 közreműködésével)          | Breaux Ho André Benjamin | Ocean Malay Keith        | 4:28 |
| 16. | Forrest Gump                                       | Breaux Ho | Ocean Malay Keith        | 3:14 |
| 17. | End                                                | Breaux Ho | Ocean Malay              | 2:14 |

| 17. | End / Golden Girl (Tyler, the Creator közreműködésével) | Breaux Ho Williams Okonma | 8:43 |

Feldolgozott dalok, felhasznált dialógusok
- Fertilizer: a Fertilizer feldolgozása, szerezte: James Fauntleroy, Reginald Perry, előadta: James Fauntleroy.
- Super Rich Kids: Real Love, szerezte: Mark Morales, Kirk Robinson, Nat Robinson Jr. és Mark C. Rooney.
- Lost: dialógus az 1998-as Félelem és reszketés Las Vegasban filmből.
- Pink Matter: dialógus az 1985-ös Az utolsó sárkány filmből.
- End: Voodoo, eredetileg: Frank Ocean; dialógus a 2006-os Görkorin az életbe filmből.

További vokál
- Start: Raymond Buck
- Not Just Money: Rosie Watson
- Pilot Jones: Om'Mas Keith és Juliet Buck
- Crack Rock: Om'Mas Keith
- Lost: Stacy Barthe és Danielle Miranda-Simms
- Monks: Lalah Hathaway
- Forrest Gump: Crimson Tide Cheerleaders

Jegyzetek
1. 1 2 3 4 5 6 7  A feldolgozott dal szerzője

- Golden Girl: a CD kiadáson a 17. dalban kezdődik, 3:44-nél.[52][53]

## Közreműködő előadók

### Zenészek
| - André 3000 – gitárok - Auntie Rosie – további vokál - Jeff Babko – billentyűk - Stacy Barthe – további vokál - Juliet Buck – további vokál - Raymond Buck – további vokál - Matt Chamberlain – programozás, dobok - Crimson Tide Cheerleaders – további vokál - Dave Eggar – vonós hangszerek - Stadionhangok – további vokál - Lalah Hathaway – további vokál - Charlie Hunter – basszusgitár, gitárok - Taylor Johnson – gitárok | - Om'Mas Keith – további vokál, billentyűk - Malay – további vokál, programozás, basszusgitár, billentyűk, gitárok - John Mayer – gitárok - Irvin Mayfield – rézfúvósok - Danielle Miranda-Simms – további vokál - Frank Ocean – billentyűk - Elizabeth Paige – további vokál - Chuck Palmer – vonós hangszerek - Sara Parkins – vonós hangszerek - Shea Taylor – billentyűk - Francisco Torres – rézfúvósok - Pharrell Williams – programozás, billentyűk |

### Utómunka
| - Wil Anspach – asszisztens hangmérnök - Calvin Bailif – hangmérnök - Matt Brownlie – asszisztens hangmérnök - Chad Carlisle – asszisztens hangmérnök - Andrew Coleman – hangmérnök - Brendan Dekora – asszisztens hangmérnök - Nabil Elderkin – fényképész - Jeff Ellis – további keverés, hangmérnök - Doug Fenske – hangmérnök - Matty Green – asszisztens keverés - Adam Harr – asszisztens hangmérnök - Ghazi Hourani – asszisztens hangmérnök - Om'Mas Keith – hangmérnök, producer - Ryan Kennedy – asszisztens hangmérnök - Miguel Lara – asszisztens hangmérnök | - Peter Mack – asszisztens hangmérnök - Malay – keverés, producer - Aaron Martinez – albumborító - Thomas Mastorakos – albumborító - Vlado Meller – maszterelés - Paul Meyer – asszisztens hangmérnök - Frank Ocean – keverés, producer - Pharrell – producer - Mark Santangelo – helyettes maszterelés - Phillip Scott III – hangmérnök - Mark Stent – keverés - Pat Thrall – hangmérnök - Phil Toselli – albumborító - Marcos Tovar – hangmérnök - Vic Wainstein – hangmérnök |

## Slágerlisták
| Slágerlista (2012–2016)                 | Legmagasabb pozíció |
| --------------------------------------- | ------------------- |
| Ausztrál Albumok (ARIA)                 | 9                   |
| Belga Albumok (Ultratop Flanders)       | 18                  |
| Belga Albumok (Ultratop Wallonia)       | 94                  |
| Brit albumlista (OCC)                   | 2                   |
| Brit R&B-albumok (OCC)                  | 1                   |
| Dán Albumok (Hitlisten)                 | 2                   |
| Francia Albumok (SNEP)                  | 17                  |
| Holland Albumok (Album Top 100)         | 13                  |
| Holland Alternatív Albumok (MegaCharts) | 1                   |
| Ír Albumok (IRMA)                       | 14                  |
| Japán Albumok (Oricon)                  | 86                  |
| Kanadai Albumok (Billboard)             | 3                   |
| Német Albumok (Offizielle Top 100)      | 28                  |
| Norvég Albumok (VG-lista)               | 1                   |
| Skót Albumok (OCC)                      | 28                  |
| Svájci Albumok (Schweizer Hitparade)    | 20                  |
| Svéd Albumok (Sverigetopplistan)        | 35                  |
| US Billboard 200                        | 2                   |
| US Top R&B/Hip-Hop Albums (Billboard)   | 1                   |
| US Top Tastemaker Albums (Billboard)    | 2                   |
| Új Zéland-i Albumok (RMNZ)              | 14                  |
| US Top Catalog Albums (Billboard)       | 8                   |

| Év   | Slágerlista                           | Pozíció |
| ---- | ------------------------------------- | ------- |
| 2012 | Ausztrál Albumok (ARIA)               | 78      |
| 2012 | Ausztrál Urban Albumok (ARIA)         | 11      |
| 2012 | Brit albumlista (OCC)                 | 105     |
| 2012 | Dán Albumok (Hitlisten)               | 29      |
| 2012 | US Billboard 200                      | 74      |
| 2012 | US Top R&B/Hip-Hop Albums (Billboard) | 12      |
| 2013 | Ausztrál Albumok (ARIA)               | 56      |
| 2013 | Ausztrál Urban Albumok (ARIA)         | 7       |
| 2013 | Brit albumlista (OCC)                 | 136     |
| 2013 | Dán Albumok (Hitlisten)               | 75      |
| 2013 | US Billboard 200                      | 147     |
| 2013 | US Top R&B/Hip-Hop Albums (Billboard) | 26      |
| 2015 | Dán Albumok (Hitlisten)               | 79      |
| 2017 | Dán Albumok (Hitlisten)               | 51      |
| 2018 | Dán Albumok (Hitlisten)               | 85      |
| 2019 | Dán Albumok (Hitlisten)               | 92      |
| 2020 | Dán Albumok (Hitlisten)               | 90      |

## Minősítések
| Régió                    | Minősítés       | Példányszám |
| ------------------------ | --------------- | ----------- |
| Ausztrália (ARIA)        | Platinalemez    | 70 000      |
| Dánia (IFPI Denmark)     | 3× Platinalemez | 60 000      |
| Egyesült Államok (RIAA)  | Aranylemez      | 686 000     |
| Egyesült Királyság (BPI) | Platinalemez    | 300 000     |
| Kanada (Music Canada)    | Aranylemez      | 40 000      |

## Kiadások
| Régió                | Dátum            | Kiadó     | Formátum           | For.    |
| -------------------- | ---------------- | --------- | ------------------ | ------- |
| Világszerte (iTunes) | 2012. július 12. | Def Jam   | digitális letöltés | [ 95 ]  |
| Svédország           | 2012. július 16. | Def Jam   | CD                 | [ 96 ]  |
| Egyesült Királyság   | 2012. július 16. | Mercury   | CD                 | [ 97 ]  |
| Kanada               | 2012. július 17. | Def Jam   | CD                 | [ 98 ]  |
| Németország          | 2012. július 17. | Island    | CD                 | [ 99 ]  |
| Egyesült Államok     | 2012. július 17. | Def Jam   | CD                 | [ 100 ] |
| Világszerte          | 2012. július 17. | Def Jam   | digitális letöltés | [ 95 ]  |
| Hollandia            | 2012. július 19. | Island    | CD                 | [ 101 ] |
| Ausztrália           | 2012. július 23. | Universal | CD                 | [ 102 ] |
| Franciaország        | 2012. július 23. | Universal | CD                 | [ 103 ] |